# Katedrála Nanebevzetí Panny Marie (Brixen)
Katedrála Nanebevzetí Panny Marie v Brixenu (italsky Duomo di Bressanone, německy Brixner Dom - brixenský dóm) je katedrála brixensko-bolzanské diecéze. Nachází se v centru města Brixen v italském autonomním regionu Tridensko-Horní Adiže. Od roku 1950 má titul basilica minor.

## Dějiny

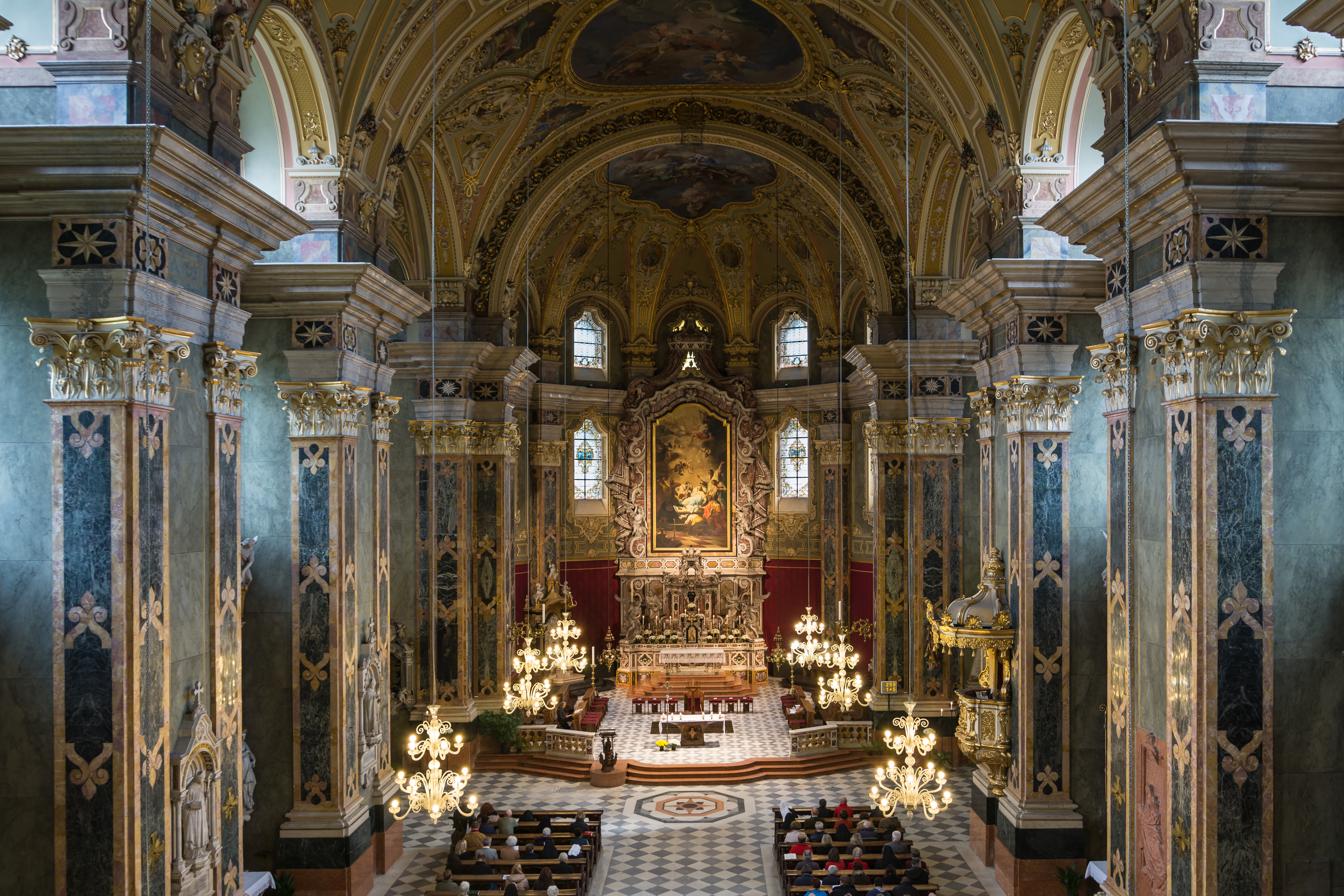
Interiér baziliky

První písemná zmínka o katedrále sahá do 10. století, kdy se uvádí, že kostel byl zničen při požáru v roce 1174.
Poté byla na troskách zničeného kostela postavena trojlodní katedrála v románském slohu na půdorysu latinského kříže se třemi apsidami, dvěma zvonicemi a kryptou a v 15. století přibyla jedna gotická apsida. Ve třech apsidách jsou oltáře svatých Petra, Ingenuina ze Sabiony a Kasiána. Relikvie svatého Ingenuina byly do Brixenu přeneseny v roce 963 a svatého Kasiána v roce 991.
Mezi roky 1745 až 1754 byla celá bazilika přestavěna v barokním slohu, jak je patrno dodnes, a nově vysvěcena v roce 1758. Na rekonstrukci se podílelo několik architektů a vnitřní výzdobu prováděli malíři jako Gian Domenico Cignarol, Franz Linder, Josef Schöpf, Paul Troger a Michelangelo Unterberger.
V letech 1894 až 1897 byla klenba vyzdobena štuky, které byla zcela obnoveny v letech 1985-1986.
Roku 1950 byla katedrála povýšena také na menší baziliku (basilica minor). Nad hlavním vchodem je znak úřadujícího papeže. Zatímco první katedrála byla zasvěcena svatému Petrovi, ta současná Nanebevzetí Panny Marie.
V letech 2001-2002 dostala katedrála a zvonice novou střechu, čítající 85 000 glazovaných tašek. Na konci roku 2009 byly v atriu katedrály umístěny tři znaky připomínající papeže Damase II., Pia VI. a Benedikta XVI., kteří měli zvláštní vztah ke zdejšímu biskupství. Autorem znaků je sochař Markus Gasser.

## Popis
Budova je dlouhá 62,70 m, široká 21,50 m a vysoká 22,70 m. Severní věž je vysoká 65,08 m, jižní věž 65,37 m. Tloušťka stěny apsidy je 2,34 m.
Krypta románského a gotického chrámu byla zaplněna při stavbě barokní budovy.